# Listă de comitate din statul Pennsylvania
- Această pagină este o listă celor 67 de comitate ale Statului asociat Pennsylvania (în original în engleză, Commonwealth of Pennsylvania) din  Statele Unite ale Americii.

Harta statului Pennsylvania cu conturul celor 67 de comitate ale sale.

Municipalitățile de ordin doi, târgurile, se numesc în acest stat borough.

Pentru toate subdiviziunile statului  Pennsylvania a se vedea listele de mai jos.
- Listă de orașe din statul Pennsylvania
- Listă de târguri din statul Pennsylvania
- Listă de districte civile din statul Pennsylvania
- Listă de comunități desemnate pentru recensământ din statul Pennsylvania
- Listă de comunități neîncorporate din statul Pennsylvania

### Lista comitatelor statului Pennsylvania
| Abrev. statală | Codul statal FIPS                                     | Stat                                                 |
| PA             | 42                                                    | Pennsylvania                                         |
|                | Codul FIPS al comitat.                                | Numele comitatului                                   |
|                | 001 Arhivat în 6 iunie 2011, la Wayback Machine.      | Comitatul Adamas—sediu Gettysburg, fondat în 1800    |
|                | 003 Arhivat în 3 iulie 2011, la Wayback Machine.      | Comitatul Allegheny—sediu Pittsburgh, fondat în 1788 |
|                | 005 Arhivat în 6 iunie 2011, la Wayback Machine.      | Comitatul Armstrong—sediu Kittanning, fondat în 1800 |
|                | 007 Arhivat în 6 iunie 2011, la Wayback Machine.      | Comitatul Beaver—sediu Beaver, fondat în 1836        |
|                | 009 Arhivat în 2 decembrie 2015, la Wayback Machine.  | Comitatul Bedford—sediu Bedford, fondat în 1771      |
|                | 011 Arhivat în 3 iulie 2011, la Wayback Machine.      | Comitatul Berks—sediu Reading, fondat în 1752        |
|                | 013 Arhivat în 6 iunie 2011, la Wayback Machine.      | Comitatul Blair—sediu Hollidaysburg, fondat în 1846  |
|                | 015 Arhivat în 19 februarie 2016, la Wayback Machine. | Comitatul Bradford—sediu Towanda, fondat în 1810     |
|                | 017 Arhivat în 6 august 2011, la Wayback Machine.     | Comitatul Bucks—sediu Doylestown, fondat în 1682     |
|                | 019 Arhivat în 6 iunie 2011, la Wayback Machine.      | Comitatul Butler—sediu Butler, fondat în 1800        |
|                | 021 Arhivat în 6 iunie 2011, la Wayback Machine.      | Comitatul Cambria—sediu Ebensburg, fondat în 1804    |

| Abrev. statală | Codul statal FIPS                                 | Stat                                                  |
| PA             | 42                                                | Pennsylvania                                          |
|                | Codul FIPS al comitat.                            | Numele comitatului                                    |
|                | 023 Arhivat în 6 iunie 2011, la Wayback Machine.  | Comitatul Cameron—sediu Emporium, fondat în 1860      |
|                | 025 Arhivat în 6 iunie 2011, la Wayback Machine.  | Comitatul Carbon—sediu Jim Thorpe, fondat în 1845     |
|                | 027 Arhivat în 6 iunie 2011, la Wayback Machine.  | Comitatul Centre—sediu Bellefonte, fondat în 1800     |
|                | 029 Arhivat în 15 iulie 2011, la Wayback Machine. | Comitatul Chester—sediu West Chester, f. 1682         |
|                | 031 Arhivat în 6 iunie 2011, la Wayback Machine.  | Comitatul Clarion—sediu Clarion, fondat în 1839       |
|                | 033 Arhivat în 6 iunie 2011, la Wayback Machine.  | Comitatul Clearfield—sediu Clearfield, fondat în 1804 |
|                | 035 Arhivat în 6 iunie 2011, la Wayback Machine.  | Comitatul Clinton—sediu Lock Haven, f. în 1839        |
|                | 037 Arhivat în 28 iulie 2011, la Wayback Machine. | Comitatul Columbia—sediu Bloomsburg, fondat în 1848   |
|                | 039 Arhivat în 6 iunie 2011, la Wayback Machine.  | Comitatul Crawford—sediu Meadville, fondat în 1800    |
|                | 041 Arhivat în 6 iunie 2011, la Wayback Machine.  | Comitatul Cumberland—sediu Carlisle, f. în 1750       |
|                | 043 Arhivat în 6 iunie 2011, la Wayback Machine.  | Comitatul Dauphin—sediu Harrisburg, fondat în 1785    |
|                | 045 Arhivat în 6 iunie 2011, la Wayback Machine.  | Comitatul Delaware—sediu Media, fondat în 1789        |
|                | 047 Arhivat în 6 iunie 2011, la Wayback Machine.  | Comitatul Elk—sediu Ridgway, fondat în 1843           |
|                | 049 Arhivat în 6 iunie 2011, la Wayback Machine.  | Comitatul Erie—sediu Erie, fondat în 1800             |
|                | 051 Arhivat în 6 iunie 2011, la Wayback Machine.  | Comitatul Fayette—sediu Uniontown, fondat în 1783     |
|                | 053 Arhivat în 6 iunie 2011, la Wayback Machine.  | Comitatul Forest—sediu Tionesta, fondat în 1848       |
|                | 055 Arhivat în 6 iunie 2011, la Wayback Machine.  | Comitatul Franklin—sediu Chambersburg, fondat în 1784 |
|                | 057 Arhivat în 6 iunie 2011, la Wayback Machine.  | Comitatul Fulton—sediu McConnellsburg, fondat în 1850 |
|                | 059 Arhivat în 6 iunie 2011, la Wayback Machine.  | Comitatul Greene—sediu Waynesburg, fondat în 1796     |

| Abrev. statală | Codul statal FIPS                                 | Stat                                                  |
| PA             | 42                                                | Pennsylvania                                          |
|                | Codul FIPS al comitat.                            | Numele comitatului                                    |
|                | 061 Arhivat în 6 iunie 2011, la Wayback Machine.  | Comitatul Huntingdon—sediu Huntingdon, f. în 1787     |
|                | 063 Arhivat în 7 iunie 2011, la Wayback Machine.  | Comitatul Indiana—sediu Indiana, fondat în 1803       |
|                | 065 Arhivat în 6 iunie 2011, la Wayback Machine.  | Comitatul Jefferson—sediu Fairmont, fondat în 1804    |
|                | 067 Arhivat în 28 iulie 2011, la Wayback Machine. | Comitatul Juniata—sediu Mifflintown, fondat în 1831   |
|                | 069 Arhivat în 6 iunie 2011, la Wayback Machine.  | Comitatul Lackawanna—sediu Scranton, f. în 1878       |
|                | 071 Arhivat în 6 iunie 2011, la Wayback Machine.  | Comitatul Lancaster—sediu Lancaster, fondat în 1729   |
|                | 073 Arhivat în 6 iunie 2011, la Wayback Machine.  | Comitatul Lawrence—sediu Keyser, fondat în 1849       |
|                | 075 Arhivat în 28 iulie 2011, la Wayback Machine. | Comitatul Lebanon—sediu Lebanon, fondat în 1813       |
|                | 077 Arhivat în 6 iunie 2011, la Wayback Machine.  | Comitatul Lehigh—sediu Allentown, fondat în 1812      |
|                | 079 Arhivat în 6 iunie 2011, la Wayback Machine.  | Comitatul Luzerne—sediu Wilkes-Barre, fondat în 1786  |
|                | 081 Arhivat în 6 iunie 2011, la Wayback Machine.  | Comitatul Lycoming—sediu Williamsport, fondat în 1795 |
|                | 083 Arhivat în 6 iunie 2011, la Wayback Machine.  | Comitatul McKean—sediu Smethport, fondat în 1804      |
|                | 085 Arhivat în 6 iunie 2011, la Wayback Machine.  | Comitatul Mercer—sediu Mercer, fondat în 1800         |
|                | 087 Arhivat în 6 iunie 2011, la Wayback Machine.  | Comitatul Mifflin—sediu Lewistown, fondat în 1789     |
|                | 089 Arhivat în 6 iunie 2011, la Wayback Machine.  | Comitatul Monroe—sediu Stroudsburg, fondat în 1836    |
|                | 091 Arhivat în 28 iulie 2011, la Wayback Machine. | Comitatul Montgomery—sediu Norristown, f. 1784        |
|                | 093 Arhivat în 6 iunie 2011, la Wayback Machine.  | Comitatul Montour—sediu Danville, fondat în 1850      |
|                | 095 Arhivat în 6 iunie 2011, la Wayback Machine.  | Comitatul Easton—sediu Sunbury, fondat în 1752        |
|                | 097 Arhivat în 6 iunie 2011, la Wayback Machine.  | Comitatul Northumberland—sediu Sunbury, f. 1772       |

| Abrev. statală | Codul statal FIPS                                    | Stat                                                  |
| PA             | 42                                                   | Pennsylvania                                          |
|                | Codul FIPS al comitat.                               | Numele comitatului                                    |
|                | 097 Arhivat în 6 iunie 2011, la Wayback Machine.     | Comitatul Northumberland—sediu Sunbury, f. în 1772    |
|                | 099 Arhivat în 17 iulie 2011, la Wayback Machine.    | Comitatul Perry—sediu Bloomfield, fondat în 1820      |
|                | 101 Arhivat în 1 august 2011, la Wayback Machine.    | Comitatul Philadelphia—sediu Philadelphia, 1682       |
|                | 103 Arhivat în 6 iunie 2011, la Wayback Machine.     | Comitatul Pike County—sediu Milford, fondat în 1814   |
|                | 105 Arhivat în 6 iunie 2011, la Wayback Machine.     | Comitatul Potter—sediu Coudersport, fondat în 1804    |
|                | 107 Arhivat în 6 iunie 2011, la Wayback Machine.     | Comitatul Schuylkill—sediu Pottsville, fondat în 1807 |
|                | 109 Arhivat în 6 iunie 2011, la Wayback Machine.     | Comitatul Snyder—sediu Middleburg, fondat în 1855     |
|                | 111 Arhivat în 11 august 2011, la Wayback Machine.   | Comitatul Somerset—sediu Somerset, fondat în 1795     |
|                | 113 Arhivat în 11 august 2011, la Wayback Machine.   | Comitatul Sullivan—sediu Laporte, fondat în 1847      |
|                | 115 Arhivat în 6 iunie 2011, la Wayback Machine.     | Comitatul Susquehanna—sediu Montrose, f. 1810         |
|                | 093 Arhivat în 6 iunie 2011, la Wayback Machine.     | Comitatul Tioga—sediu Wellsboro, fondat în 1804       |
|                | 119 Arhivat în 10 ianuarie 2016, la Wayback Machine. | Comitatul Union—sediu Lewisburg, fondat în 1813       |
|                | 121 Arhivat în 6 februarie 2016, la Wayback Machine. | Comitatul Venango—sediu Franklin, fondat în 1800      |
|                | 123 Arhivat în 6 iunie 2011, la Wayback Machine.     | Comitatul Warren—sediu Warren, fondat în 1800         |
|                | 125 Arhivat în 13 august 2011, la Wayback Machine.   | Comitatul Washington—sediu Washington, f. 1781        |
|                | 127 Arhivat în 6 iunie 2011, la Wayback Machine.     | Comitatul Wayne—sediu Honesdale, fondat în 1798       |
|                | 129 Arhivat în 7 august 2011, la Wayback Machine.    | Comitatul Westmoreland—sediu Greensburg, f. 1773      |
|                | 131 Arhivat în 6 iunie 2011, la Wayback Machine.     | Comitatul Wyoming—sediu Tunkhannock, f. 1842          |
|                | 133 Arhivat în 6 iunie 2011, la Wayback Machine.     | Comitatul York—sediu York, fondat în 1749             |